# Il libro degli animali
Il libro degli animali è una raccolta di diciannove racconti di Mario Rigoni Stern. Ogni racconto è dedicato ad un animale diverso, a cui Stern associa i suoi ricordi e le sue esperienze di cacciatore.

## Edizioni
- Mario Rigoni Stern, Il libro degli animali, Einaudi, 2005, ISBN 978-88-06-17282-4.